# Marco Modio Asiatico
Marco Modio Asiatico, detto medico metodico (in latino Marcus Modius Asiaticus; fl. II secolo), è stato un medico romano.
Riguardanti Modio rimangono principalmente due iscrizioni (una sul petto e l'altra sul peduccio) su una statua ritrovata a Smirne. Così sta scritto:
(iscrizione sul petto)
Questa prima iscrizione conferma l'origine romana di Modio che ha, come era d'uso, un prenome e un nome.
(iscrizione sul peduccio)
Il contenuto ricalca un passo dell'Odissea di Omero (IV, v. 230), una porzione di esametro. Questa iscrizione è stata probabilmente dedicata a Modio da un suo schiavo o liberto.